# رضا دهقانی
رضا دهقانی (زاده ۱۷ دی ۱۳۷۶ - اصفهان) بازیکن فوتبال ایرانی است که در پست هافبک و وینگر برای باشگاه فوتبال مس رفسنجان بازی می‌کند.
وی سابقه بازی در باشگاه‌های سپاهان، نساجی، پرسپولیس، تراکتور، نفت مسجدسلیمان و استقلال خوزستان را دارد.

## عملکرد باشگاهی

### پرسپولیس
در ۲۶ مرداد ۱۴۰۰ رضا دهقانی با قراردادی دو-ساله به عضویت تیم فوتبال پرسپولیس درآمد.
وی در ساعات پایانی نقل و انتقالات قراردادش را با پرسپولیس فسخ کرد و از این باشگاه جدا شد.
وی بدون بازی پرسپولیس رو ترک کرد.

### تراکتور
در ۱۷ آبان ۱۴۰۰ رضا دهقانی با قراردادی به عضویت باشگاه فوتبال تراکتور درآمد.

## آمار باشگاهی
تا تاریخ ۱۷ آبان ۱۴۰۰
| باشگاه         | دسته           | فصل            | لیگ برتر | لیگ برتر | جام حذفی | جام حذفی | آسیا | آسیا | سوپر جام | سوپر جام | مجموع | مجموع |
| باشگاه         | دسته           | فصل            | بازی     | گل       | بازی     | گل       | بازی | گل   | بازی     | گل       | بازی  | گل    |
| -------------- | -------------- | -------------- | -------- | -------- | -------- | -------- | ---- | ---- | -------- | -------- | ----- | ----- |
| پرسپولیس       | لیگ برتر       | ۰۱–۱۴۰۰        | ۱        | ۰        | ۰        | ۰        | ۰    | ۰    | ۰        | ۰        | ۱     | ۰     |
| مجموع پرسپولیس | مجموع پرسپولیس | مجموع پرسپولیس | ۱        | ۰        | ۰        | ۰        | ۰    | ۰    | ۰        | ۰        | ۱     | ۰     |
| تراکتور        | لیگ برتر       | ۰۱–۱۴۰۰        | ۰        | ۰        | ۰        | ۰        | ۰    | ۰    | ۰        | ۰        | ۰     | ۰     |
| مجموع تراکتور  | مجموع تراکتور  | مجموع تراکتور  | ۰        | ۰        | ۰        | ۰        | ۰    | ۰    | ۰        | ۰        | ۰     | ۰     |
| مجموع آمار     | مجموع آمار     | مجموع آمار     | ۱        | ۰        | ۰        | ۰        | ۰    | ۰    | ۰        | ۰        | ۱     | ۰     |

## افتخارات

### باشگاهی
سپاهان
- لیگ برتر: نایب قهرمان ۹۸–۱۳۹۷[۶]